# Belleville (Meurthe-et-Moselle)
Belleville település Franciaországban, Meurthe-et-Moselle megyében. Lakosainak száma 1503 fő (2022. január 1.). Belleville Autreville-sur-Moselle, Dieulouard, Marbache, Millery és Saizerais községekkel határos.

## Népesség
A település népességének változása:
| Lakosok száma | 1225 | 1163 | 1280 | 1461 | 1449 | 1422 | 1441 | 1465 | 1484 | 1503 |
|               | 1968 | 1982 | 1999 | 2006 | 2011 | 2015 | 2017 | 2018 | 2020 | 2022 |